# Danuta Thomas-Jaworska
Danuta Jaworska – Thomas (ur. 24 października 1920 w Poznaniu, zm. 7 sierpnia 2021 w Warszawie) – polska artystka tkaczka.

## Życiorys
Urodziła się w roku 1920 w Poznaniu w rodzinie o tradycjach patriotycznych. Jej ojciec był inżynierem, a matka zajmowała się m.in. nauczaniem języka i historii Polski dzieci z okolicznych wsi. W latach 1947–1951 studiowała w Państwowej Wyższej Szkole Sztuk Plastycznych w Poznaniu. Dyplom uzyskała w 1955 w łódzkiej PWSSP. Od 1954 związana ze Spółdzielnią Artystów ŁAD a od 1967 z Pracownią Doświadczalną Tkactwa Artystycznego. Pracowała też w szkołach średnich jako pedagog. Jej prace były eksponowane na wielu wystawach. Artystkę wielokrotnie nagradzano, m.in. w Mediolanie (wyróżnienie, 1957), czy warszawskiej Zachęcie (wyróżnienie, 1973). W 1978 otrzymała Nagrodę Ministra Oświaty i Wychowania, w 1982 odznakę Zasłużony Działacz Kultury, a w 1986 odznakę Zasłużony dla Cepelii.
W 2021 była najstarszą uczestniczką akcji solidarnościowej ze społeczeństwem Białorusi Wstęga Nadziei zorganizowanej przez Fundację Borussia.
Zmarła 7 sierpnia 2021 w Warszawie.
Odznaczenia
- 2005 – Złoty Krzyż Zasługi
- 2021 – Złoty Medal Zasłużony Kulturze Gloria Artis